# 常盤新平
常盤 新平（ときわ しんぺい、1931年〈昭和6年〉3月1日 - 2013年〈平成25年〉1月22日）は、日本の作家・翻訳家・アメリカ文化研究者。別名に、大原寿人（おおはらとしひと）。

## 生い立ちと学歴
岩手県水沢市（現・奥州市）生まれ。母親は福島県の出身。税務署員だった父親の転勤に伴って生後半年で水沢を離れ、山形県長井町、宮城県石巻市と転居した。小学校時代に仙台市に落ち着き、高校卒業までを同地で過ごした。宮城県仙台第二高等学校を経て、早稲田大学第一文学部英文科卒。同大学院修了。

## 経歴

### 編集者として

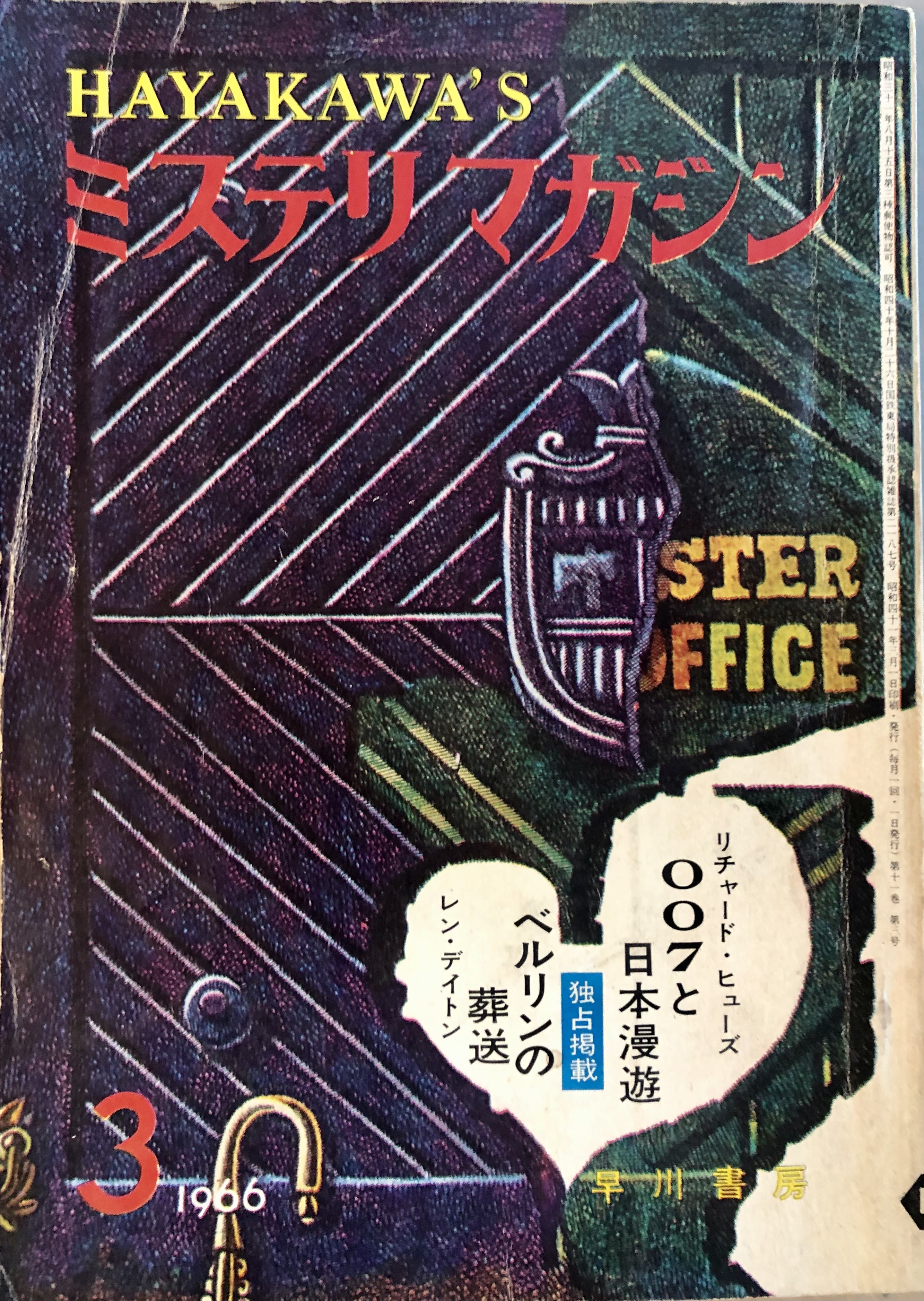
常盤が編集長とした関わった時代の『HAYAKAWA'S ミステリ・マガジン』。写真は1966年3月号。

早川書房に入社。1961年には新雑誌「ホリディ」の編集長になるが11号のみの発行となる。都筑道夫、生島治郎の後任として、ミステリー小説誌 『エラリー・クイーンズ・ミステリ・マガジン』（日本版）の三代目編集長を、1963年（昭和38年）から6年間務めた。ただし、常盤はミステリはそれほど好きではなかったので、デイモン・ラニアンやリング・ラードナーら、雑誌「ニューヨーカー」系のユーモア小説なども、よく掲載していた。また星新一のアメリカの一コマ漫画紹介エッセイ「進化した猿たち」を連載させた。
また、その間の1964年（昭和39年）には、海外の文学作品や、スパイ小説、冒険小説などを紹介するシリーズ「ハカヤワ・ノヴェルズ」を創刊し、その最初の作としてジョン・ル・カレの『寒い国から帰ってきたスパイ』を刊行。以降も話題作を紹介し、人気シリーズとした（現在は、大半の作品が「ハヤカワ文庫NV」に収録されている）。1969年（昭和44年）、『エラリー・クイーンズ・ミステリ・マガジン』誌の編集長を各務三郎に譲り、その後は早川書房の「SF以外のすべての分野の編集局長」となるが、社内抗争のため、同年に退社した。
作家、山口瞳を師とあおぎ、山口の著作からセレクトした本を刊行している。

### 文筆家として
早川書房を退社してフリーの文筆生活へ。アメリカの雑誌「ニューヨーカー」の黄金時代の作品や、20世紀の文学、ニュー・ジャーナリズムの作品を翻訳して日本に紹介する翻訳家、そしてアメリカの雑誌や人物を紹介するエッセイスト、さらに作家として知られるようになった。
1979年（昭和54年）から川本三郎、青山南とともに編集委員として『ハッピーエンド通信』を刊行。
1986年（昭和61年）には、アメリカにあこがれペーパーバックを読みあさり、翻訳の勉強にいそしむ大学院時代の自身を描いた自伝的小説『遠いアメリカ』が、第96回直木賞を受賞した。

### その他の活動
競馬好きとしても知られ、競馬についてのアンソロジーを編んでいる。さらに、将棋好きでもあり、将棋を愛する作家、ジャーナリスト、観戦記者たちの団体「将棋ペンクラブ」が与える賞、「将棋ペンクラブ大賞」の選考委員を1996年から2005年までつとめた。
1997年1月30日、藤岡信勝、西尾幹二らによって「新しい歴史教科書をつくる会」が設立されると、各界著名人が賛意を表し、同年6月6日時点の賛同者は204人を数えた。常盤もその中に名を連ねた。

## 私生活
一度の離婚を経て、再婚し、東京都町田市つくし野に暮らした。
2013年（平成25年）1月22日、肺炎のため東京都町田市の病院で死去。81歳没。

## 著書
- 『名探偵ピンカートン』（岩崎書店） 1969
- 『アメリカ黄金時代 禁酒法とジャズ・エイジ』（新書館） 1972
- 『アメリカが見える窓』（冬樹社） 1979　のち徳間文庫
- 『はじまりはジャズ・エイジ』（講談社） 1979　のち講談社文庫
- 『アメリカの編集者たち』（集英社） 1980　のち新潮文庫
- 『マフィア経由アメリカ行』（冬樹社） 1980　のち徳間文庫
- 『ブックス&マガジンズ アメリカ出版界通信』（サイマル出版会） 1981
- 『アメリカンジャズエイジ』（集英社文庫） 1981
- 『雨あがりの街』（筑摩書房） 1981  のち文春文庫
- 『彼女のアメリカ』（新潮社） 1981
- 『コラムで読むアメリカ』（大和書房） 1981　のち旺文社文庫
- 『酒場の時代 1920年代のアメリカ風俗』（サントリー） 1981　のち文春文庫
- 『アメリカン・ベストセラーズ 常盤新平せれくと書評』（PHP研究所） 1982　のち旺文社文庫
- 『ニューヨーク五番街物語』（冬樹社） 1982　のち集英社文庫
- 『グラスの中の街』（筑摩書房） 1983 
『グラスの中の街』（文藝春秋） 1987　のち文春文庫
- 『プロ野球遠めがね』（文藝春秋） 1983
- 『ニューヨーク紳士録』（弥生書房） 1983　のち講談社文庫
- 『ニューヨークの女たち』（大和文庫） 1984
- 『晴れた日のニューヨーク』（PHP研究所） 1984　のち旺文社文庫
- 『ベースボール・グラフィティ』（講談社） 1984  のち講談社文庫
- 『高説低聴 常盤新平インタビュー集』（講談社） 1984
- 『川明かりの街』（筑摩書房） 1986　のち文春文庫
- 『アメリカン・ゴシップnow』（講談社） 1986　のち『ザ・ニューヨーク・アイ・ラヴ』に改題（講談社文庫）
- 『アメリカン・マガジンの世紀』（筑摩書房） 1986
- 『遠いアメリカ』（講談社） 1986　のち講談社文庫、小学館
- 『キミと歩くマンハッタン』（講談社） 1988
- 『彼女の夕暮れの街』（実業之日本社） 1989
- 『そうではあるけれど、上を向いて』（講談社） 1989
- 『アメリカン・マガジンの女たち』（大和書房） 1989
- 『ニューヨークの女たち』（ダイワアート） 1989
- 『ニューヨーク知ったかぶり 魅惑の都市の読み解き方』（ダイヤモンド社） 1989
- 『罪人なる我等のために 長篇小説』（文藝春秋） 1989
- 『聖ルカ街、六月の雨』（講談社） 1989　のち講談社文庫
- 『ペイパーバック・ライフ』（新潮社） 1990
- 『マフィアの噺』（文藝春秋） 1990　のち文春文庫
- 『いつもハーシーの板チョコ』（実業之日本社） 1991
- 『恋貧乏』（東京書籍） 1991
- 『熱愛者』（祥伝社） 1991
- 『小さなアメリカ』（PHP研究所） 1991
- 『新緑の風にゆられて』（講談社） 1992
- 『旅する気分』（東京書籍） 1992
- 『うつむきながら、とぼとぼと』（読売新聞社） 1992
- 『片隅の人たち』（福武書店） 1992　のち中公文庫 2021
- 『ファーザーズ・イメージ』（毎日新聞社） 1992　のち講談社文庫
- 『熱い焙じ茶』（筑摩書房） 1993
- 『頬をつたう涙』（徳間書店） 1993　のち徳間文庫
- 『街の風景』（毎日新聞社） 1993
- 『親父橋の町』（双葉社） 1993
- 『熱愛者ふたたび』（祥伝社） 1993
- 『門灯が眼ににじむ』（作品社） 1993
- 『夕空晴れて』（TBSブリタニカ） 1994
- 『東京の小さな喫茶店』（世界文化社） 1994
- 『池波正太郎を読む』（潮出版社） 1994　のち『快読解読池波正太郎』に改題（小学館文庫）
- 『彼女の夕暮れの街』（講談社） 1994　のち講談社文庫
- 『雪の降る夜に』（東京書籍） 1995
- 『冬ごもり 東京平井物語』（祥伝社） 1996
- 『ニューヨーク遥かに』（集英社） 1996
- 『ベストパートナー 「夫婦」という名の他人』（講談社） 1996
- 『スコッチ街道』（白水社） 1997
- 『シチリア・地中海の風に吹かれて』（日本放送出版協会） 1997
- 『グレニッチ・ヴィレッジ物語』（翔泳社） 1997
- 『わさびの花』（実業之日本社） 1997
- 『光る風』（徳間書店） 1998
- 『ちょっと町へ あの町で通った店がある忘れることのできない人がいる…』（経済界） 1998
- 『森と湖の館 日光金谷ホテルの百二十年』（潮出版社） 1998
- 『姿子』（祥伝社） 1998
- 『おとなの流儀』（マガジンハウス） 1998
- 『「ニューヨーカー」の時代』（白水社） 1999
- 『天命を待ちながら』（大村書店） 1999
- 『風の姿』（講談社） 1999
- 『威張ってはいかんよ 新・おとなの流儀』（マガジンハウス） 2000
- 『窓の向うのアメリカ』（恒文社21） 2001
- 『山の上ホテル物語』（白水社） 2002　のちUブックス
- 『ニューヨークの古本屋』（白水社） 2004
- 『国立の先生 山口瞳を読もう』（柏艪舎） 2007
- 『私の好きな時代小説』（晶文社） 2008
- 『東京の小さな喫茶店・再訪』（リブロアルテ） 2008
- 『時代小説の江戸・東京を歩く』（日本経済新聞出版社） 2011
- 『銀座旅日記』（筑摩書房、ちくま文庫） 2011
- 『池波正太郎の東京・下町を歩く』（ベストセラーズ、ベスト新書） 2012
- 『たまかな暮し』（白水社） 2012
- 『池波正太郎の江戸東京を歩く』（ベストセラーズ、ベスト新書)  2012
- 『明日の友を数えれば』（幻戯書房） 2012.12
- 『私の「ニューヨーカー」グラフィティ』（幻戯書房） 2013.10
- 『東京の片隅』（幻戯書房） 2013.11
- 『いつもの旅先』（幻戯書房） 2014.1
- 『酒場の風景』（幻戯書房） 2016.4
- 『翻訳出版編集後記』（幻戯書房） 2016.6

## 編纂
- 『五分間ハード・ボイルド』（日本文芸社） 1965
- 『ニューヨーカー短篇集』1 - 3（早川書房） 1969
- 『マドモアゼル傑作集』（角川書店） 1970
- 『ヴェトナム以後のアメリカ ヘビー・ピープル123』（常盤新平・川本三郎・青山南共同編集、ニューミュージック・マガジン社） 1979
- 『アメリカ雑誌全カタログ』（常盤新平・川本三郎・青山南共同編集、冬樹社） 1980
- 『ニューヨーク読本』（福武文庫） 1986
- 『競馬を読もう』（福武文庫） 1990
- 『酒場』（作品社、日本の名随筆 別巻4） 1991

## 翻訳
- 『開拓の勇者』（ラルフ・ムーディ、銀河書房） 1957
- 『腹の空いた馬 』（E・S・ガードナー、早川書房） 1958
- 『けむるランプ』（E・S・ガードナー、早川書房） 1963
- 『非常階段 / シンデレラとギャング』（ コーネル・ウールリッチ、あかね書房） 1965
- 『裸の太陽』（アイザック・アシモフ、早川書房） 1965
- 『親父と息子』（ナサニエル・ベンチリー、早川書房） 1967
- 『空とぶ自動車 1ばんめのぼうけん - 3』（イアン・フレミング、ジョン・バーニンガム絵、盛光社） 1967
- 『ディリンジャー時代 アメリカ・絶望の1930年代』（ジョン・トーランド、早川書房） 1968
- 『青列車の謎』（アガサ・クリスティー、ポプラ社） 1968
- 『あかつきの怪人』（ レスリー・チャータリス、偕成社） 1969
- 『なぞの怪盗セイント / 美少女と宝石』（チャータリス、鶴書房盛光社） 1970
- 『銀河パトロール隊』（E・E・スミス、集英社） 1970
- 『彼らは廃馬を撃つ』（ホレス・マッコイ、角川文庫） 1970
- 『世紀の事業王』（スチュアート・H・ホルブルック、角川文庫） 1970
- 『空の英雄リンドバーグ』（リンドバーグ、集英社） 1971
- 『マフィア 恐怖の犯罪シンジケート』（ピーター・マーズ、日本リーダーズダイジェスト社） 1971
- 『ラブ・マシーン』（ジャクリーヌ・スーザン、永井淳共訳、新潮社） 1971
- 『ニューヨーカー作品集』（月刊ペン社） 1971  のち『フランス風にさようなら』に改題（旺文社文庫）
- 『ペルシャネコの秘密』（E・S・ガードナー、集英社） 1972
- 『皆殺しスパイ大作戦』（ジャン・ブリュース、集英社） 1972
- 『熱意が人を変える』（ノーマン・V・ピール、ダイヤモンド社） 1972
- 『名探偵はインディアン』（ヒラーマン、集英社） 1973
- 『夢みる宇宙人』（ジョン・D・マクドナルド、岩崎書店） 1973  のち文庫◆
- 『汝の父を敬え』（ゲイ・タリーズ、新潮社） 1973  のち新潮文庫
- 『マフィアは冷酷な企業である』（ニコラス・ゲージ、角川書店） 1973
- 『カポネ もうひとつのアメリカ史』（ジョン・コブラー、日本リーダーズダイジェスト社） 1973
- 『太陽の下の虐殺 - デンプシー自伝』（ジャック・デンプシー、筑摩書房、ノンフィクション全集） 1973
- 『大統領の陰謀 ニクソンを追いつめた300日』（カール・バーンスタイン / ボブ・ウッドワード、立風書房） 1974  のち文春文庫
- 『ディリンジャー ギャングエイジの光芒』（メルヴィン・パーヴィス、本吉すみゑ共訳、新書館） 1974
- 『最後の一葉』（オー・ヘンリー、集英社） 1975
- 『あるスパイの物語』（エリック・アンブラー、岩崎書店） 1975
- 『ヴェニスのめぐり逢い』（ヴィヴァンテ、文化出版局） 1976
- 『愛のひとりごと』（ヴィヴァンテ、文化出版局） 1976
- 『センテニアル』1-3（監訳、ジェイムズ・A・ミッチェナー、河出書房新社） 1976
- 『現代史の瞬間 APフォト・ファイル 1862 - 1976』（朝日新聞社） 1977
- 『ろう人形館の殺人』（ジョン・ディクスン・カー、文研出版） 1977
- 『最後の日々』（バーンスタイン&ウッドワード、立風書房） 1977 - 1978　のち文春文庫
- 『素晴らしいアメリカ野球』（フィリップ・ロス、中野好夫共訳、集英社） 1978　のち集英社文庫
- 『バルジ大作戦』（ジョン・トーランド、角川文庫） 1978
- 『カレン・アンの永い眠り 世界が見つめた安楽死』（フィリス・バッテル、講談社） 1979
- 『ママと星条旗とアップルパイ この素晴らしい小さなアメリカ』（ラッセル・ベイカー、集英社） 1979
- 『さよならを言うには早すぎる』（アーサー・メイリング、角川文庫） 1979
- 『アメリカの死んだ日 ドキュメント 1929年・ウォール街』（ゴードン・トマス / マックス・モーガン=ウィッツ、TBSブリタニカ） 1979　のち『ウォール街の崩壊』（講談社学術文庫）
- 『ザ・ベスト 新知的紳士百科全書』（ピーター・パッセル / レナード・ロス、講談社） 1980
- 『ビーコウ アパルトヘイトとの限りなき戦い』（ドナルド・ウッズ、サンリオ） 1980　のち岩波同時代ライブラリー
- 『友軍の砲撃』（C・D・B・ブライアン、草思社） 1981
- 『ハーバードの神話』（エンリック・ハンク・ロペス、TBSブリタニカ） 1981
- 『ニューヨークは闇につつまれて』（アーウィン・ショー、大和書房） 1981　のち講談社文庫
- 『ブロックバスター時代 出版大変貌の内幕』（トーマス・ホワイトサイド、サイマル出版会） 1982
- 『ニューヨーカー・ノンフィクション』（新書館） 1982　のち『サヴォイ・ホテルの一夜』に改題（旺文社文庫）
- 『紳士は金髪がお好き』（アニタ・ルース、大和書房） 1982
- 『アメリカ・マスコミ事情』（ダナ・L・トーマス、TBSブリタニカ） 1982
- 『赤毛連盟』（コナン・ドイル、偕成社、シャーロック・ホームズ全集） 1982
- 『言葉のなかの現代アメリカ』（ウィリアム・サファイア、朝日イブニングニュース社） 1983
- 『ブルックリン物語』（ピート・ハミル、筑摩書房） 1983　のちちくま文庫
- 『二日酔い読本』（デービッド・アウターブリッジ、TBSブリタニカ） 1983
- 『ちょっと笑える話』（ベネット・サーフ、文春文庫） 1983
- 『パーティジョーク』 part1 - 2（集英社文庫） 1983
- 『シャーロック=ホームズの冒険』（ドイル、中尾明共訳、偕成社） 1983
- 『チャンピオンズ』（ボブ・チャンピオン / ジョナサン・パウエル、集英社文庫） 1984
- 『夏服を着た女たち』（アーウィン・ショー、講談社文庫） 1984　のち文芸文庫
- 『アメリカの世紀4 (1920 - 1930) ラプソディ イン ブルー』（Time-Life Books編集部編、西武タイム） 1985
- 『エルヴィス』（アルバート・ゴールドマン、講談社） 1985
- 『心変わり』（アーウィン・ショー、王国社） 1985
- 『ビッグ・アップル・ミステリー マンハッタン12の事件』（アシモフ他、新潮文庫） 1985
- 『「ニューヨーカー」物語 ロスとショーンと愉快な仲間たち』（ブレンダン・ギル、新潮社） 1985
- 『ザ・ニューヨーカー・セレクション』（王国社） 1986
- 『混合ダブルス』（アーウィン・ショー、王国社） 1987
- 『コーラ戦争に勝った! ペプシ社長が明かすマーケティングのすべて』（ロジャー・エンリコ / ジェシー・コーンブルース、新潮文庫） 1987
- 『ゴールデン・ピープル』（ポール・ギャリコ、王国社） 1987
- 『夏の日の声』（アーウィン・ショー、講談社） 1988　のち講談社文庫
- 『大雪のニューヨークを歩くには』（ジェイムズ・スティヴンスン、筑摩書房） 1988　のちちくま文庫
- 『ニューヨーク恋模様』（アーウィン・ショー、講談社文庫） 1989
- 『自由契約少年ノース』（アラン・ツァイベル、新潮社） 1989　のち『ノース ちいさな旅人』（新潮文庫）
- 『タイム・フライズ』（ビル・コズビー、ゲイン） 1991
- 『ニューヨーク拝見』（バーバラ・コーエンほか編、白水社） 1993
- 『男たちの大リーグ』（デヴィッド・ハルバースタム、JICC出版局） 1993　のち宝島社文庫
- 『レイプ』（ロバート・デイリー、新潮文庫） 1994
- 『Playboy 40 years ピクトリアルコレクション』（グレッチェン・エドグレン編、同朋舎出版） 1994
- 『やさしい猫たち』（レズリー・アン・アイヴォリー画、クレオ） 1995
- 『ヤナコッタさんのクリスマス』（ジェイムズ・スティヴンスン、紀伊国屋書店） 1996
- 『オールド・ミスター・フラッド』（ジョゼフ・ミッチェル、翔泳社） 1996
- 『アザラシとくらした少年』（レイフ・マーティン、岩崎書店） 1996
- 『みにくいむすめ』（レイフ・マーティン、デイヴィッド・シャノン絵、岩崎書店） 1996
- 『カポネ 愛と野望のニューヨーク篇』（ローレンス・バーグリーン、集英社） 1997
- 『ヤナコッタさん、まいった!』（スティヴンスン、紀伊國屋書店） 1997
- 「世界を変えた6人の企業家」（岩崎書店） 
『シャネル - ココ・シャネル』（デーヴィット・ボンド） 1997
『マイクロソフト  -ビル・ゲイツ』（デーヴィッド・マーシャル） 1997
『フォード - ヘンリー・フォード』（マイケル・ポラード） 1997
『ソニー - 盛田昭夫』（デーヴィッド・マーシャル） 1997
『ザ・ボディショップ - アニータ・ロディック』（ポール・ブラウン） 1997
『コダック - ジョージ・イーストマン』（ピーター・ブルーク・ボール） 1997
- 『ニューヨークの錠前屋、街を行く』（ジョエル・コストマン、グリーンアロー出版社） 1999
- 『カポネ 殺戮と絶望のシカゴ篇』（ローレンス・バーグリーン、集英社） 1999
- 『東四丁目』（ジェローム・ワイドマン、紀伊國屋書店） 2000
- 『最後の娼婦 ノーマ・ウォレス』（クリスティン・ウィルツ、廣済堂出版） 2003
- 『獅子と呼ばれた男 アフガニスタンからの至急報』（ジョン・リー・アンダースン、清流出版） 2005
- 『ウーマンウォッチング』（デズモンド・モリス、小学館） 2007
- 『O・ヘンリー ラブ・ストーリーズ 恋人たちのいる風景』（O ヘンリー、洋泉社） 2009